# Fighting to Live
Pour plus de détails, voir Fiche technique et Distribution.
Fighting to Live est un film américain réalisé par Edward F. Cline, sorti en 1934.

## Fiche technique
- Titre : Fighting to Live
- Réalisation : Edward F. Cline
- Scénario : Robert Ives
- Photographie : Frank B. Good (en)
- Montage : Carl Himm
- Pays d'origine : États-Unis
- Format : Noir et blanc - 1,37:1 - Mono
- Genre : western
- Date de sortie : 1934

## Distribution
- Marion Shilling : Mary Carson
- Steve Pendleton : John Z. Blake
- Reb Russell (en) : Shériff Reb Collins
- Eddie Phillips : Joe Gilmore
- Lloyd Ingraham : Juge Simmons
- Henry Hall : Endicott
- John Ince : Jake
- Horace B. Carpenter : Frank Gilmore (non crédité)
- Gordon De Main : Al (non crédité)
- Billy Franey : pharmacien (non crédité)